# Henri Duparc
Henri Duparc, nacido como Eugène Marie Henri Fouques Duparc (París, 21 de enero de 1848-Mont-de-Marsan, 12 de febrero de 1933), fue un compositor francés, discípulo de César Franck.
Henri Duparc tenía treinta y ocho años cuando la enfermedad nerviosa de la que era atendido desde hacía años, le impidió definitivamente componer. A pesar de haber destruido la mayoría de sus composiciones, las que quedan son grandiosas. De una gran factura, sensibles y expresivas, sus 17 mélodies han bastado para hacer de él un compositor de excepción, uno de los mejores melodistas franceses.

## Biografía
Henri Duparc nació el 21 de enero de 1848 en París, en una familia noble de antiguos aristócratas. Su padre, Louis-Charles, licenciado del Politécnico, fue director general de los ferrocarriles del Oeste, y su madre, Frédérique Amélie de Gaïté, de la nobleza lorrena, fundó cuatro obras religiosas destinadas a ayudar a los niños. El joven Henri realizó sus estudios de secundaria en París, en el Colegio de los Jesuitas de la calle Vaugirard, donde tiene como profesor de piano al mismísimo Cesar Franck, que le hizo comprender que no podría llegar a ser jamás un virtuoso pianista, pero que vio en él madera de compositor. Siendo todavía estudiante, escribió sus primeras composiciones, Six Reveries para piano. En el colegio destacó por su don para las lenguas, pero era algo tímido, agobiado por la presión de una educación muy severa. De su padre, en una carta dirigida al también compositor Jean Cras, dirá:

Le meilleur des hommes mais totalement fermé à la musique
El mejor de los hombres pero totalmente cerrado a la música.
Duparc.

Su padre le inscribió en la facultad de derecho y, paralelamente, siguió tomando lecciones privadas de composición con Franck, que dijo de él que era «él más dotado de sus alumnos» [«le mieux doué de ses élèves»]. En 1867, a los diecinueve años, compuso su primera obra seria, una Sonata para piano y violonchelo de la que sólo se conservan algunos fragmentos. Al año siguiente, en 1868, publica su primera obra, Cinq mélodies, y un año más tarde, en 1869, la editorial Flaxland ya le publicó las Six petites pièces para piano.
Por esa época, se enamoró de una joven escocesa, Ellen Mac Swiney, pero su padre le impuso un periodo de prueba de su amor de tres años, que superó ya que se casó con ella el 9 de noviembre de 1871. Al amor que siente le dedicará una de sus mélodies, Soupir (1869), lo que convencerá a su madre del gran amor que siente por Ellie.
Entabló amistad con Vincent d'Indy y con Alexis de Castillon. En 1869 pasó una temporada en casa de Liszt y allí conoció a Richard Wagner, asistiendo al año siguiente, el 26 de junio, en Múnich, al estreno de su ópera La valquiria. Ese mismo año, en París, una crisis de agorafobia le paraliza en la Plaza de la Concordia.

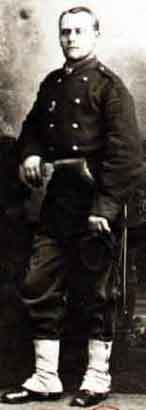
Duparc en la guerra de 1870.

Al estallar la guerra franco-prusiana, en 1870, suspende su licenciatura en derecho y se incorpora al 18.º Batallón de la Guardia, lejos del frente. Escribe algunas mélodies como L'Invitation au voyage, La Fuite, La Vague et la cloche.
Después de la guerra, en 1870 y 1871, un grupo de músicos y escritores se reunía frecuentemente en su casa: —Fauré, Chausson, Castillon, Saint-Saëns, Benoît, Chabrier—. En una de esas reuniones, en 1871, surgió la idea de crear la «Société Nationale de Musique», de la que Duparc fue secretario durante mucho tiempo. Desde ese momento, se consagró exclusivamente a la música.
En 1873, compuso una Suite d'orchestre y al año siguiente, en 1874, el Poème Nocturne y una Suite de danses (ambas perdidas). El 5 de mayo de 1878 anunció la creación de los «Concerts de Musique Moderne» —en los que compartió la batuta con Vincent d'Indy— que se fundaron con el objetivo de dar a conocer las obras de los compositores contemporáneos.
En 1879, emprendió un nuevo viaje a Alemania, en compañía de uno de sus mejores amigos, Chabrier, asistiendo ambos a una representación de Tristán e Isolda. Desde 1880 a 1885, pasó la mayor parte de los veranos en Marnes-la Coquette, un pequeño pueblo en la región parisina del que llegó a ser elegido alcalde de 1884 a 1885. El invierno de 1882-83 lo pasó en La Bourboule, Puy-de-Dôme. Volvió a asistir al Festival de Bayreuth en los años 1883 y 1886, y, según su correspondencia, hizo varios viajes a Irlanda a partir de 1884.
En 1885 concibió la idea de componer una ópera basada en la novela de Pushkin, La Roussalka, de la que solo quedan algunos fragmentos. Por esa época decidió dejar de componer y dedicarse de lleno a su familia, y a su otra pasión, el dibujo y la pintura —gouaches, pasteles y sepias—. En una carta a Jean Cras del 19 de enero de 1922 lo explicó así:

Après avoir vécu 25 ans dans un splendide rêve, toute idée de représentation m'était - je vous le répète - devenue odieuse. L'autre motif de cette destruction, que je ne regrette pas, c'est la complète transformation morale que Dieu a opéré en moi il y a 20 ans et qui en une seule minute a abolie toute ma vie passée. Dès lors, la Roussalka n'ayant aucun rapport avec ma vie nouvelle ne devait plus exister.
Después de haber vivido 25 años en un esplendido sueño, toda idea de representación me había llegado a ser —te lo repito— odiosa. El otro motivo de esta destrucción, que no lamento, fue la completa transformación moral que Dios operó en mí hace 20 años y que en un solo minuto abolió toda mi vida pasada. Desde entonces, La Roussalka no teniendo ninguna relación con mi nueva vida no debía existir más.
Duparc.

Los primeros signos de neurastenia comenzaron a manifestarse. Melancólico, se refugió en Monein, al pie de los Pirineos hasta 1897. En la Abadía de Abos, Aquitania, el poeta Charles de Bordau le presentó a Francis Jammes, que llegó a ser uno de sus mejores amigos.
De 1897 a 1906, volvió a vivir a París. En 1900, finaliza la orquestación de Testament. Ese año conoció a Jean Cras, un compositor prometedor, pero aún carente de oficio. Un fuerte lazo de amistad se estableció entre ambas, al punto que Duparc le llamó más adelante «hijo de mi alma» [«fils de mon âme»]. Cras dijo de su maestro, en una carta a Robert Lyon, director de la revista Musique:

Mon seul maître, Henri Duparc, n’a eu qu’un seul but: m’apprendre à lire, alors qu’ignorant, je ne faisais qu’écouter. D’abord, et presque exclusivement, Beethoven et Bach, dont je me suis imprégné jusqu’à la moelle, puis tous les autres.
Mi único maestro, Henri Duparc, no tuvo más que un objetivo: enseñarme a leer, ya que ignorante, no hacia más que escuchar. Desde entonces, y casi exclusivamente,  Beethoven y Bach, en los que me impregné hasta la médula, después todos los demás.
Jean Cras.

Duparc, el 30 de agosto de 1902, le escribe:

L’artiste qui est content de lui, et qui ne voit pas bien haut au-delà de ce qu’il peut réaliser, ne mérite pas à mon sens le nom d’artiste: je ne veux pas dire que l’artiste ne puisse éprouver une certaine satisfaction très relative: il sait bien que son œuvre est bonne s’il la compare à Clapisson ou à de l’Adolphe Adam ; elle est mauvaise s’il la compare à ce qu’il a rêvé; il est plus qu’un homme quand il la rêve et la conçoit; mais il se sent redevenir un homme impuissant et petit devant une feuille de papier blanc!
El artista que está contento consigo mismo y que no ve bien alto frente a él aquello que piensa realizar, no merece para mí el nombre de artista: no quiero decir que el artista no pueda sentir una cierta satisfacción muy relativa: sabe bien que su obra es buena si la compara con la de Clapisson o con la de Adolphe Adam; es mala si la compara con la que ha soñado; es más que un hombre cuando la sueña y la concibe; pero se siente que vuelve a ser un hombre impotente y pequeño frente a una hoja de papel en blanco.
Henri Duparc a Jean Cras el 30 de agosto de 1902.

En 1902, emprendió su primer peregrinaje a Lourdes, un viaje que fue revelador para que surja en él una gran devoción religiosa; en 1906, y esta vez en compañía de Paul Claudel y de Francis Jammes, volvió a hacer el peregrinaje. De 1906 a 1913, vivió en Suiza, en La Tour-de-Peilz, en Vevey, donde conoció a Ernest Ansermet, que le hizo retornar al trabajo, consiguiendo que orquestase varias de sus obras: el nocturno Aux Etoiles, varias mélodies y una Danse lente —fragmento de Roussalka—. El 17 de octubre de 1912, en un concierto celebrado en Montreux, el maestro suizo hizo triunfar a Duparc.
En 1913 volvió a los Pirineos, trasladándose a vivir a Tarbes, Altos Pirineos, donde residió hasta 1919 —El Conservatorio de Tarbes lleva en su honor su nombre, «Conservatoire Henri Duparc»—. En 1916, llegó su ceguera. En 1919 se trasladó a Mont-de-Marsan, Aquitania. Fue operado de un glaucoma el 12 de agosto de 1924. Aquejado de una parálisis, pasó sus días hasta el final inmerso en un profundo misticismo religioso. Murió en Mont-de-Marsan el 12 de febrero de 1933, a los ochenta y cinco años. Está enterrado en el Cementerio de Père-Lachaise, en París.

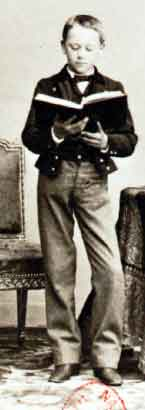
Duparc a los 10 años (1858).

## Música
La música de Duparc, al igual que la de sus coetáneos, responde al espíritu de la época: reconciliar, aproximar, unir melodía y palabra a fin de evitar la antigua diferencia entre el discurso libre de la música y el lenguaje verbal, imperiosamente sintáctico y con sentido. Hay prisa, ya que la gran Europa se desgarra. ¿Cuál es el contexto musical en que se inserta la obra de Duparc? La guerra de 1870 dañó gravemente las relaciones entre franceses y alemanes y, en ambos países, la música se tomó como rehén. Los incondicionales de Wagner existían a uno y otro lado del Rín, así como sus detractores. Ni la amistad, ni la emulación entre un Berlioz y un Wagner fueron entonces posibles: los artistas se dividieron, las sensibilidades se opusieron.
Fue una grieta, «una fisura» —como dijo Zola— que de repente atravesó el continente europeo, afectando a sus pueblos y a sus representantes, que anunciaba un nuevo gran desarrollo filosófico, novelesco y musical. Largo y pujante, la expresión del espíritu en todas las disciplinas, se preparó a elevarse al nivel de los abundantes descubrimientos científicos y tecnológicos, que parecían cambiar cada día el destino de la humanidad. Numerosos fueron los ejemplos: así, a la búsqueda casi obsesiva de un Flaubert en pos de la frase justa, siguieron las formas breves de su discípulo Guy de Maupassant. Pero la grieta estaba allí, y el novelista y poeta estaba desgarrado él también. El cuerpo y la cabeza parecían no estar más de acuerdo, como si la carne asesinase las palabras. Los poetas, como Baudelaire, Verlaine, Rimbaud —o un poco más tarde Antonin Artaud— han expresado muy justamente la extrema tensión de la época.
Henri Duparc, más que ningún otro, experimentó físicamente el dilema, el abismo creciente que se abrió en el corazón mismo de su generación. ¿Que era esa enfermedad nerviosa —tan extraña, tan imprecisamente diagnosticada por los médicos— que se abatió implacablemente sobre él, que trabó su fuerza creadora, sino la trágica manifestación del hundimiento general del cuerpo nervioso de Occidente? O por decirlo con palabras que él quiso:

¿Porque no has dicho nada, o sueño, donde Dios nos maneja? ¿Porque no has dicho si no acabarían el inútil trabajo y el eterno fracaso de que está hecha la vida, desgraciadamente, la vida humana? (P«ourquoi n'as-tu pas dit, ô rêve, où Dieu nous mène. Pourquoi n'as-tu pas dit s'ils ne finiraient pas, l'inutile travail et l'éternel fracas dont est faite la vie, hélas la vie humaine?»)
Extracto de La Vague et la Cloche, mélodie de Henri Duparc según una poema de François Coppée.

Union perfecta de la melodía y de las palabras, escribió Lucien Rebatet a propósito de las canciones de Henri Duparc. ¿No es lo que Nietzsche esperaba de la música? Compuestas al precio de un esfuerzo sobrehumano, las diecisiete «mélodies» de Duparc tienen una gracia inolvidable. Verdadero equilibrio apolonineo, de una luminosa claridad, la palabra responde a la nota, el acorde se apoya con delicadeza en la rima. El ciclo de sus canciones se acaba en 1885: la última, La vie antérieure, ocupó la mente del compositor durante diez años (1874-84). Este célebre poema de Baudelaire encuentra su acompañamiento en la sublime «mélodie» que le acopló Duparc. A pesar de su brevedad —la duración de su interpretación no excede de los cuatro minutos—, esta obra tiene las proporciones de un vasto edificio gótico: la riqueza de la expresión armónica y el lirismo de las pequeñas inflexiones son extraordinarios.

## Catálogo de obras
| Año     | Obra | Tipo de obra        | Duración |
| ------- | --- | ------------------- | -------- |
| 1863-65 | Six Rêveries, para piano [impresa pero no publicada. Colección personal de Mme. d'Armagnac, hija de Duparc] | Música de piano     |          |
| 1867    | Sonata para violoncello y piano (estrenada en 1948) [Colección personal de Mme. d'Armagnac, hija de Duparc] | Música de cámara    |          |
| 1867-69 | Feuilles volantes, para piano. | Música de piano     |          |
| 1868    | Chanson triste (según un poema de Jean Lahor), para voz y piano (orquestada en 1912) | Música vocal        | 03:20    |
| 1868    | Lamento (según un poema de Théophile Gautier), para voz y piano | Música vocal        | 03:20    |
| 1869    | Le Galop (según un poema de Sully Prudhomme), para voz y piano (editado en 1948) | Música vocal        | 02:40    |
| 1869    | Romance de Mignon (V. Wilder según «Kennst du das Land» de Goethe), para voz y piano | Música vocal        | 04:40    |
| 1869    | Sérénade (según un poema de G. Marc), para voz y piano | Música vocal        | 02:00    |
| 1869    | Soupir (según un poema de S. Prudhomme), para voz y piano (rev. 1902) | Música vocal        | 03:20    |
| 1869    | Cinq mélodies, op. 2, para piano. | Música de piano     |          |
| 1869    | Beaulieu, para piano [Colección personal de Mme. d'Armagnac, hija de Duparc]. | Música de piano     |          |
| 1869-70 | Au Pays où se fait la guerre (según un poema de T. Gautier), para voz y piano (antiguo título: Absence) (orquestada hacia 1876; versión definitiva 1911-13]                                                               | Música vocal        | 05:10    |
| 1870    | L'Invitation au voyage (según un poema de Charles Baudelaire), para voz y piano (estrenada en 1872, orquestada 1892-95)                                                                                                   | Música vocal        | 04:40    |
| 1871    | La Fuite, dúo para soprano y tenor con acompañamiento de piano | Música vocal        | 03:10    |
| 1871    | La vague et la cloche (según un poema de François Coppée), para voz y piano (estrenada en 1873, orquestada) | Música vocal        | 04:35    |
| 1872    | Suite d'orchestre (perdida) | Música de orquesta  |          |
| 1872-82 | Phidylé (según un poema de Leconte de Lisle), para voz y piano (estrenada en 1889, orquestada 1891-92) | Música vocal        | 05:10    |
| 1873    | Laendler, suite de valses para orquesta (destruida, sólo subsiste una versión para 2 pianos). | Música de orquesta  |          |
| 1873    | Laendler (versión para 2 pianos). | Música de piano (2) |          |
| 1874    | Poème nocturne [I. Aux étoiles - II: Lutins et follets - III. Duo: L’aurore]. (Estrenada en París el 11 de abril de 1874 en la «Société Nationale de Musique Moderne» [en parte perdida, solo se conserva I. Aux etoiles] | Música de orquesta  | 03:00    |
| 1874    | Elégie (según un poema de Th. Moore), para voz y piano | Música vocal        | 03:15    |
| 1874    | Extase (según un poema de Jean Lahor), para voz y piano (estrenada en 1882, rev. 1884) | Música vocal        | 03:20    |
| 1875    | Lénore (según un poema de Burger), poema sinfónico | Música de orquesta  | 13:00    |
| 1875    | Lénore (versión piano a cuatro manos y para dos pianos) | Música de piano     | 13:00    |
| 1876-84 | La vie anterieure (según un poema de Ch. Baudelaire), para voz y piano (orquestada 1911-13). | Música vocal        |          |
| 1877    | Suite pour le piano (perdida). | Música de piano     |          |
| 1879    | Le manoir de Rosemonde (según un poema de R. de Bonniéres), para voz y piano (orquestada 1912) | Música vocal        | 02:30    |
| 1879-95 | Roussalka (ópera en tres actos, inacabada, basada en Pushkin) [destruida]. | Ópera               |          |
| 1880    | Sérénade florentine (según un poema de J. Labor), para voz y piano (estrenada en 1882) | Música vocal        | 02:10    |
| 1882    | Benedicat vobis Dominus, motete para 3 voces mixtas y órgano (o piano). | Música coral        |          |
| 1883    | Testament (según un poema de A. Silvestre, estrenada en 1898), para voz y piano (orquestada 1900-02) | Música vocal        | 03:15    |
| 1884    | La vie antérieure (según un poema de Ch. Baudelaire) (orquestada 1911-1913) | Música vocal        | 04:40    |
| 1886    | Recueillement [incompleta, destruida] | Música vocal        |          |
| 1892    | Danse lente [extracto de Roussalka], para orquesta (copiada por E. Ansermet y conservada por Éditions Salabert] | Música de orquesta  | 06:00    |
| 1903    | Transcripción para orquesta de J.S. Bach: 2 préludes and fugues, para órgano. | Música de orquesta  |          |
| 1908    | Transcripción para dos pianos de 6 oeuvres d'orgue, de Cesar Frank | Música de piano     |          |
| 1910    | Aux étoiles, para piano (hay versión para piano a 4 manos y versión para órgano) | Música de piano     | 03:00    |
| 1911    | Aux Etoiles, entreacto para un drama inédito (rév. 1911). | Música de orquesta  |          |
| (s.d.)  | Transcripción para orquesta de J. S. Bach: Prélude et fugue, coral para órgano [colección personal de Ernest Ansermet] | Música de orquesta  |          |